# Božica (ime)
Božica je žensko osebno ime.

## Izvor imena
Ime Božica je različica ženskih osebnih imen Božidara oziroma Božislava.

## Pogostost imena
Po podatkih Statističnega urada Republike Slovenije je bilo na dan 31. decembra 2007 v Sloveniji število ženskih oseb z imenom Božica: 454.

## Osebni praznik
Osebe z imenom Božica lahko godujejo takrat kot osebe z imenom Božidara oz. Božislava.